# Тамала (станция)
Тамала́ — железнодорожная станция Юго-Восточной железной дороги на двухпутной
линии Мичуринск — Ртищево (линия не электрифицирована). Расположена в  посёлке Тамала Пензенской области. Через станцию осуществляются пассажирские и грузовые перевозки на Балаково, Балашов, Ртищево, Волгоград, Москву, Саратов, Астрахань, Санкт-Петербург. На станции осуществляют остановку фирменные поезда Приволжского филиала Федеральной Пассажирской Компании (5/6 "Лотос" Астрахань - Москва - Астрахань) и негосударственного пассажирского перевозчика ТрансКлассСервис (9/10 "Саратов" Саратов - Москва - Саратов).

## История
Открыта в конце 1860-х годов как станция Рязано-Уральской железной дороги. При поездке по железной дороге станция Тамала удобна тем, что отсюда можно легко доехать автобусом до г. Белинский, где находится музей-усадьба В. Г. Белинского и к М. Ю. Лермонтову в «Тарханы». На станции расположено 23 железнодорожных путей, для посадки/высадки пассажиров используются пути №1,2 и 3, причём при движении в сторону Тамбова, чаще всего, используется путь №1, а при движении в сторону Ртищево, используется путь №3. Осуществляется пригородное сообщение с Ртищево, Кирсановым и Тамбовом.

## Поезда дальнего следования
| № поезда    | Маршрут движения            | № поезда     | Маршрут движения            |
| ----------- | --------------------------- | ------------ | --------------------------- |
| 5 "Лотос"   | Астрахань — Москва          | 6 "Лотос"    | Москва — Астрахань          |
| 9 "Саратов" | Саратов — Москва            | 10 "Саратов" | Москва — Саратов            |
| 47          | Балаково — Москва           | 48           | Москва — Балаково           |
| 85          | Махачкала — Москва          | 86           | Москва — Махачкала          |
| 109         | Астрахань — Санкт-Петербург | 110          | Санкт-Петербург — Астрахань |
| 123         | Новосибирск — Белгород      | 124          | Белгород — Новосибирск      |
| 133         | Дербент — Москва            | 134          | Москва — Дербент            |
| 135         | Саратов — Москва            | 136          | Москва — Саратов            |

### Сезонное движение поездов[4]
| № поезда | Маршрут движения   | № поезда | Маршрут движения   |
| -------- | ------------------ | -------- | ------------------ |
| 207      | Саратов — Москва   | 208      | Москва — Саратов   |
| 209      | Саратов — Москва   | 210      | Москва — Саратов   |
| 219      | Астрахань — Москва | 256      | Москва — Астрахань |
| 263      | Саратов — Москва   | 266      | Москва — Саратов   |
| 265      | Балаково — Москва  | 564      | Москва — Балаково  |
| 275      | Волгоград — Москва | 276      | Москва — Волгоград |
| 579      | Волгоград — Москва | 580      | Москва — Волгоград |
| 581      | Балашов — Москва   | 582      | Москва — Балашов   |

### Пригородное движение поездов[4]
| № поезда | Маршрут движения   | № поезда | Маршрут движения   |
| -------- | ------------------ | -------- | ------------------ |
| 6643     | Ртищево — Кирсанов | 6644     | Кирсанов — Ртищево |
| 6645     | Тамала — Тамбов    | 6646     | Тамбов — Тамала    |

С 9 декабря 2019 г., отдельным приказом Приволжского филиала АО "ФПК" сохранена остановка фирменного поезда 5/6 "Лотос" в сообщении Астрахань - Москва - Астрахань, по станции Тамала, в связи со стабильно высоким пассажиропотоком.

## Деятельность
На станции осуществляются:
- продажа пасс. билетов
- прием, выдача багажа
- приём и выдача повагонных отправок грузов (открытые площадки)
- приём и выдача повагонных и мелких отправок (подъездные пути)
- приём и выдача грузов в универсальных контейнерах(3 и 5т)
- приём и выдача мелких отправок грузов (открытые площадки)[6]